# Birkir Bjarnason
Pour les articles homonymes, voir Bjarnason.
Birkir Bjarnason, né le 27 mai 1988 à Akureyri en Islande, est un footballeur international islandais qui évolue au poste de milieu de terrain.

## Biographie

### Carrière en club

#### Viking FK
Birkir Bjarnason a commencé à jouer au football avec le KA Akureyri club de sa ville natale d'Akureyri. Sa famille a déménagé en Norvège en 1999 et il a rejoint les équipes de jeunes de Figgjo.  À l'été 2005, Birkir rejoint le Viking FK intégrant l'équipe première à tout juste 17 ans. Lors de la saison 2006-2007, il marque son premier but professionnel contre le Hamarkameratene. Par la suite, il a joué régulièrement en tant que titulaire pour le club et a joué un rôle clé en aidant le club à éviter la relégation cette année-là puis à obtenir une troisième place l'année suivante sous les ordres de l'entraîneur Uwe Rösler. En 2008, il se voit prêté au FK Bodø/Glimt, équipe nouvellement promue de Tippeligaen, jouant un rôle important dans l'obtention de leur quatrième place en championnat. Ses performances ont attiré l'attention de plus grands clubs tels que le club italien du Reggina 1914 évoluant en Serie A. Il restera en Norvège finalement jusqu'en 2012, il y fera 105 apparitions pour 16 buts. 

#### Standard de Liège
Le 12 janvier 2012, Birkir signe pour le Standard de Liège pour un contrat de quatre ans. Il joue 16 matchs en championnat dont quatre en tant que titulaire. Il joue également trois matchs en Ligue Europa dont un huitième de finale face au club allemand Hanovre 96,. Le Standard est sorti de la compétition européenne par Hanovre et termine quatrième en championnat.

#### Découverte du championnat italien
En juillet 2012, il rejoint le Delfino Pescara, promu de Serie A, dans le cadre d'un prêt d'une saison, pour 300 000 €, avec une option de signature pour 900 000 € supplémentaires. Il marque son premier but pour le club italien lors d'une défaite 5-1 à l'extérieur face au SSC Napoli.  Après la saison 2012-2013, il déclare qu'il ne souhaite pas évoluer en Serie B avec Pescara. En janvier 2013, malgré deux ans de contrat avec le Standard de Liège, et des offres alléchantes venant d'Italie, d'Allemagne et d'Angleterre, Pescara décide de lever l'option d'achat et d'engager l'Islandais jusqu'en 2014. Bjarnason est ainsi définitivement transféré en Italie. Le 2 septembre 2013, il signe en faveur de l'UC Sampdoria et retrouve la Serie A. Au total, il y fera 14 apparitions en Serie A au cours de la saison 2013-2014. Le 20 juin 2014,  Birkir revient à nouveau à Pescara.  Lors de sa signature, il est nommé capitaine pour la saison 2014-2015. Il marquera 12 buts en 38 matches de Serie B aidant Pescara à terminer septième et ainsi se qualifier pour les éliminatoires de Serie B. Battant l'AC Perugia 2-1 en quarts-de-finale, puis le Vicenza Calcio en demi-finales (3-2 score cumulé) notamment via un but de l'Islandais, Bjornason et le Delfino échoueront en finale face au Bologna FC qui sera promu. 

#### FC Bâle
Le 7 juillet 2015, Bjarnason signe un contrat avec le club du FC Bâle pour 1 million d'euros. Le 9 juillet, Bâle confirme le transfert, déclarant qu'il avait signé un contrat de trois ans avec eux. Il rejoint l'équipe première équipe pour la saison 2015-2016 sous les ordres d'Urs Fischer. Bjarnason fait ses débuts en championnat, le 25 juillet contre le Grasshopper Zürich (victoire 3-2). Lors du troisième tour de qualification de la Ligue des champions le 5 août, il marque son premier but pour son nouveau club lors d'une victoire 1-0 contre le Lech Poznań synonyme de qualification. Il marque son premier but en championnat, le 26 septembre lors d'une victoire 3-1 contre le FC Lugano. Bjarnason remportera le championnat de Super League à la fin de la saison 2015-2016. Pour le club, il s'agissait du septième titre consécutif et de son 19e titre au total. Bjarnason était également un titulaire régulier de l'équipe lors de la saison 2016-2017, montrant fréquemment de bonnes performances dans toutes les compétitions. Bjarnason jouera un total de 64 matchs pour Bâle, marquant un total de 17 buts. 

### Carrière internationale

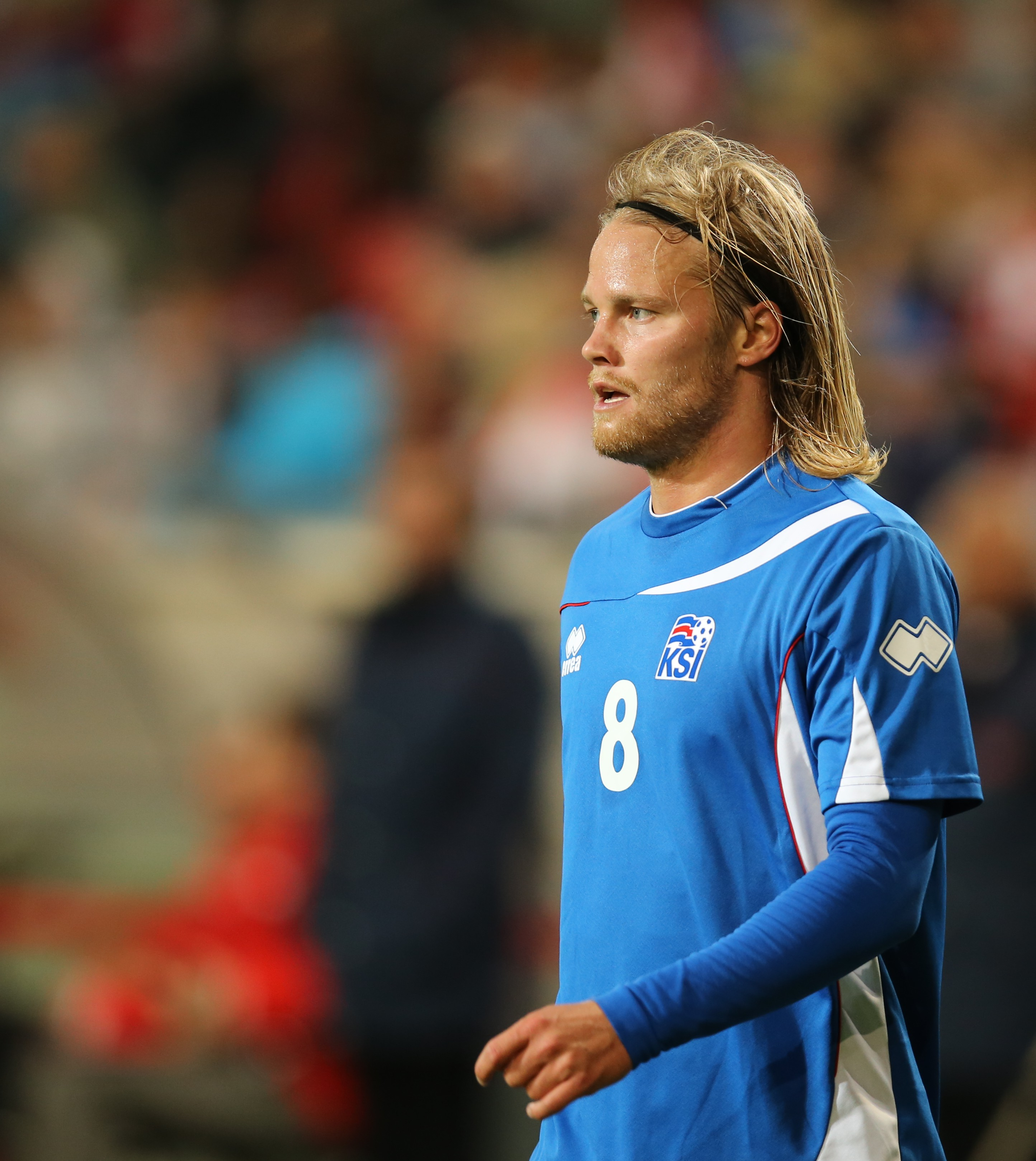
Birkir avec l'équipe d'Islande en 2014.

Birkir Bjarnason honore sa première en sélection avec l'équipe d'Islande le 29 mai 2010, contre Andorre. Il est titularisé lors de cette rencontre remportée par son équipe sur le score de quatre buts à zéro. Il marque son premier but en sélection le 27 mai 2012 contre la France en ouvrant le score (28e) de ce match amical perdu par les Islandais (2-3).
Il participe à l'Euro 2016 et marque le premier but de son équipe, le mardi 14 juin 2016,  face au futur vainqueur de l'édition : le Portugal de Cristiano Ronaldo, d'un tir croisé trompant Rui Patrício. Il inscrit alors le premier but pour l'Islande dans une grande compétition. Il récidive en quart de finale de la compétition contre l'équipe de France, pays hôte, réduisant le score à (5-2) pour les Strákarnir okkar, mais ne peut empêcher l'élimination de son équipe. 
Bjarnason fait partie des vingt-trois joueurs islandais sélectionnés pour disputer la Coupe du monde 2018 en Russie.  Il y jouera les trois matchs de poules face à l'Argentine, le Nigeria et la Croatie. Les Islandais sont éliminés dès la phase de groupes. Il détient actuellement le record du nombre de sélections avec l'équipe d'Islande, totalisant 113 capes.  

## Palmarès
- Champion de Suisse en 2016 et  2017.